# ناحیه لوگا
ناحیه لوگا (به لاتین: Louga Region) یک منطقهٔ مسکونی است که در سنگال واقع شده‌است. ناحیه لوگا ۲۴٬۸۸۹ کیلومتر مربع مساحت و ۸۳۵٬۳۲۵ نفر جمعیت دارد.